# 47
Aquesta pàgina és per a l'any. Per al nombre, vegeu quaranta-set.

## Esdeveniments

### Llocs

#### Imperi romà
- L'emperador Claudi i el Luci Vitel·li són cònsols.
- Plini el Vell considera que el servei militar a Alemanya.
- Publi Ostori Escapula es converteix en governador de Bretanya, en lloc d'Aule Plauci. El sud-est de l'illa és ara una província romana, mentre que alguns estats de la costa sud es regeixen nominalment com regne independent del client per Tiberi Claudi Cogidubnus, la seu es troba probablement en Fishbourne, prop de Chichester.
- Els romans conquereixen els caucs de la regió de Frísia.
- Claudi reviu els Jocs Seculars.
- Els romans construeixen una fortificació que més tard es convertirà en la ciutat d'Utrecht.

### Temàtiques

#### Religió
- Anasias es converteix en sacerdot de Judea.
- Pau de Tars comença la seva tasca evangèlica.

## Necrològiques
- Vardanes I, dels arsàcides, rei de l'Imperi Part.